# HD145389
HD145389 (φ Геркулеса) — хімічно пекулярна зоря спектрального класу
B9 й має  видиму зоряну величину в смузі V приблизно  4,2.
Вона знаходиться у сузір'ї Геркулеса й розташована на відстані близько 228,6 світлових років від Сонця.

## Фізичні характеристики
Зоря HD145389 обертається 
порівняно повільно 
навколо своєї осі. Проєкція її екваторіальної швидкості на промінь зору становить  Vsin(i)= 18км/сек.
Телескоп Гіппаркос зареєстрував  фотометричну змінність  даної зорі з періодом    7,02 доби в межах від  Hmin= 4,23 до  Hmax= 4,22.

## Пекулярний хімічний склад
HD145389 належить до ртутно-манганових зір й її зоряна атмосфера має підвищений вміст Hg та Mn.

## Магнітне поле
Спектр даної зорі вказує на наявність магнітного поля у її зоряній атмосфері.
Напруженість повздовжної компоненти поля оціненої з аналізу
крил ліній Бальмера становить  150,5± 236,2 Гаус.